# Heidi Støre
Heidi Elin Støre, née en juillet 1963, est une ancienne footballeuse internationale Norvégienne qui a joué comme milieu terrain. En tant que capitaine de l'équipe nationale de Norvège féminine, elle remporte la Coupe du monde féminine de football en 1995. Pour l'ensemble de sa carrière, elle est nommée neuvième meilleure joueuse du XXe siècle par l'IFFHS.

## Carrière
Heidi Støre est née à Sarpsborg. Elle joue pour les clubs de Sprint-Jeløy (Norvège), Trollhättan (Suède), Kolbotn (Norvège), Nikko (Japon) et Athene Moss (Norvège). Elle fait ses débuts avec l'équipe de Norvège féminine en 1980 et dispute 151 matchs avec l'équipe nationale.
Elle est championne du monde avec l'équipe norvégienne lors de la Coupe du monde en 1995 et deuxième lors de la Coupe du monde 1991. Elle est championne d'Europe lors des éditions 1987 et 1993, et finit à la deuxième place lors des éditions 1989 et 1991. Elle remporte une médaille de bronze olympique lors du tournoi féminin de football aux Jeux olympiques d'été de 1996.
À titre individuel, elle reçoit un Kniksen Award (en) en 1993. Elle est par ailleurs, pour l'ensemble de sa carrière, nommée neuvième meilleure joueuse du XXe siècle par l'IFFHS en 2021.
Heidi Støre met fin à sa carrière de joueuse en 1997, mais revient en tant qu'administratrice du football féminin en 2005. Elle est nommée chef du département Toppfotball kvinner de la Fédération de Norvège de football à partir de 2013,.